# Prionogale
Prionogale — вимерлий рід гієнодонтових ссавців родини Prionogalidae. Скам'янілості знайдено в Уганді. Описано 1 вид: Prionogale breviceps.